# John Pohlman
John Henri Pohlman, född 1 november 1935 i Malmö, är en svensk meteorolog som blev känd i Sverige när han arbetade på SVT.
John Pohlman var väderpresentatör i 30 år på Sveriges Television, och till en början på Östnytt. Hans första väderprognos sändes den 9 oktober 1972, medan hans sista sändes den 31 oktober 2002. Samma höst promoverades Pohlman till hedersdoktor i meteorologi vid Stockholms universitet. Han var värd i P1:s radioprogram Sommar den 22 juni 2004.
Sedan 2005 är han styrelseledamot i Swedish Weather & Climate Centre SWC AB. Under 2005 och 2006 föreläste han och meteorologen Martin Hedberg om klimatförändringar för allmänheten och skolungdomar. I tidningen Dagens Nyheter har han besvarat läsarfrågor om väder och klimat. 
Mellan 2009 och 2011 arbetade Pohlman som chefsmeteorolog för vädertjänsten Klart.se.
Pohlman har även ett starkt musikintresse och är jazzpianist. År 1982 var han med och bildade Nyhetsbandet på SVT:s Rapportredaktion, med vilket han turnerade både i Sverige och utomlands.